# Heidi Balvanera
Heidi Balvanera (Ciudad de México, 6 de septiembre de 1978) es una actriz y modelo mexicana. Es esposa del también actor Jaime Camil desde 2013, con el que tiene dos hijos: Elena y Jaime.

## Filmografía

### Telenovelas
- 2010: Teresa - Sasha
- 2006: La fea más bella - Liliana López

### Libros
- 2015: "Crónicas de una mamá novata"